# Blahutovice

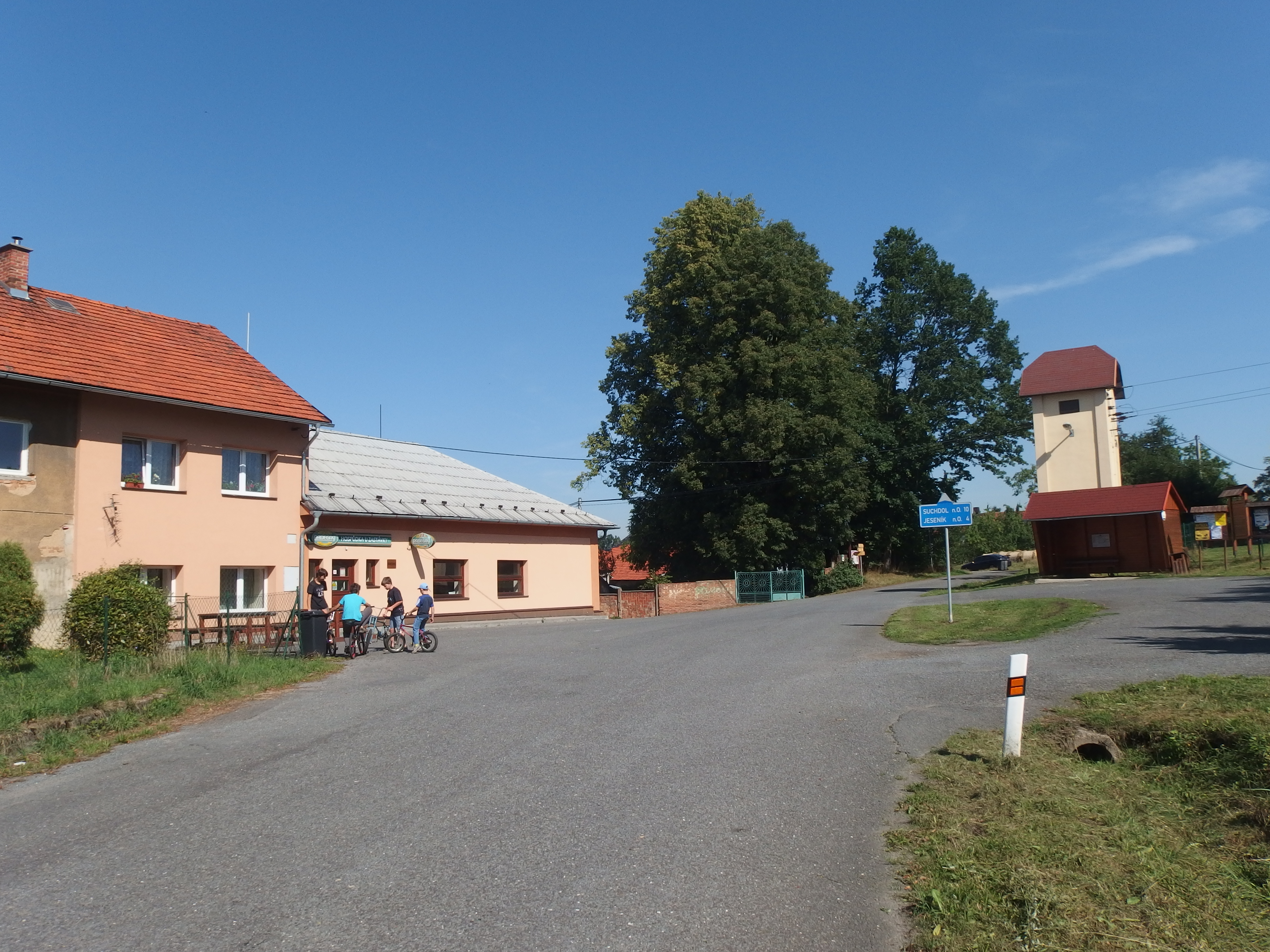
Dorfplatz

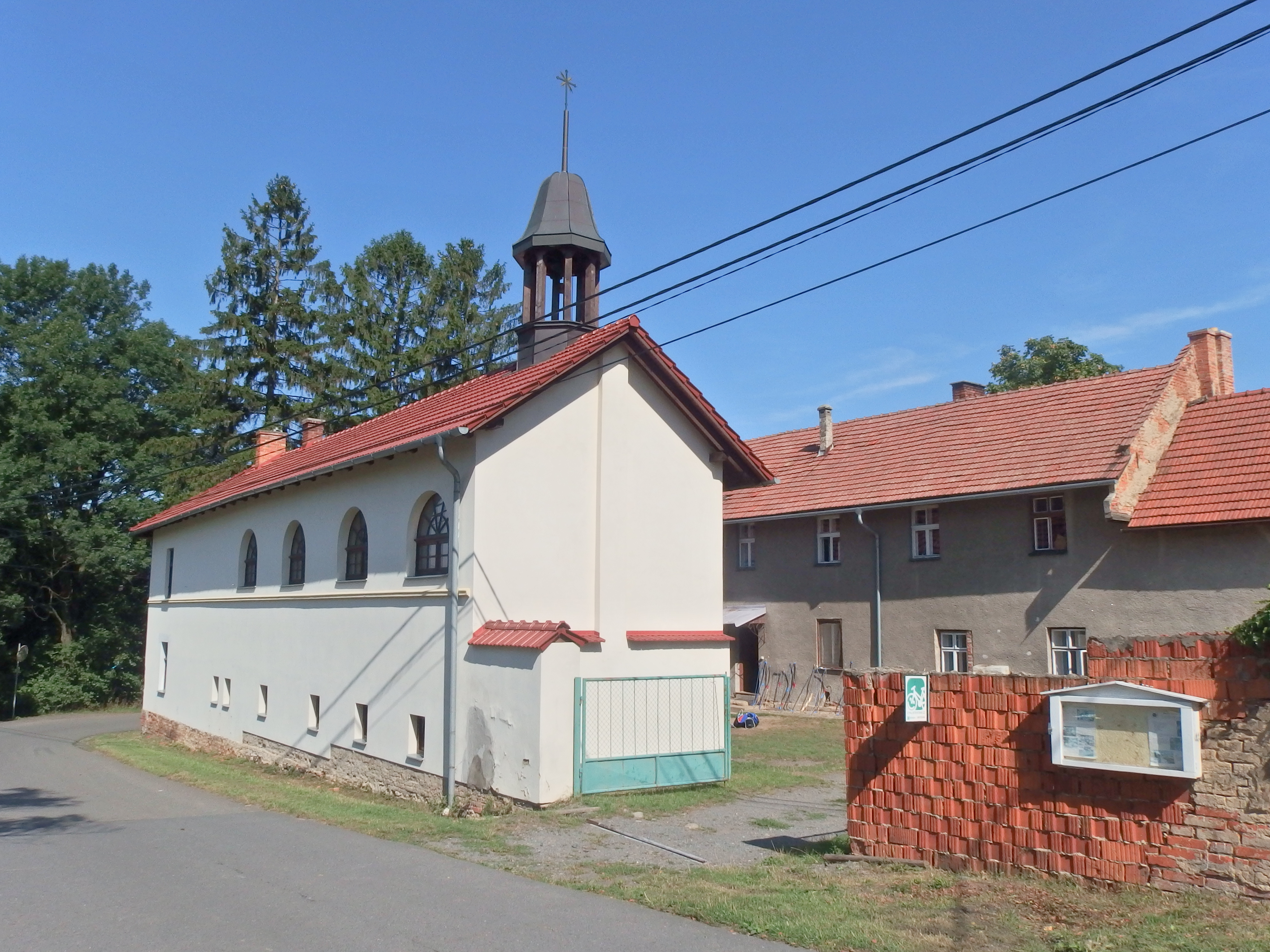
Ehemaliges Kloster

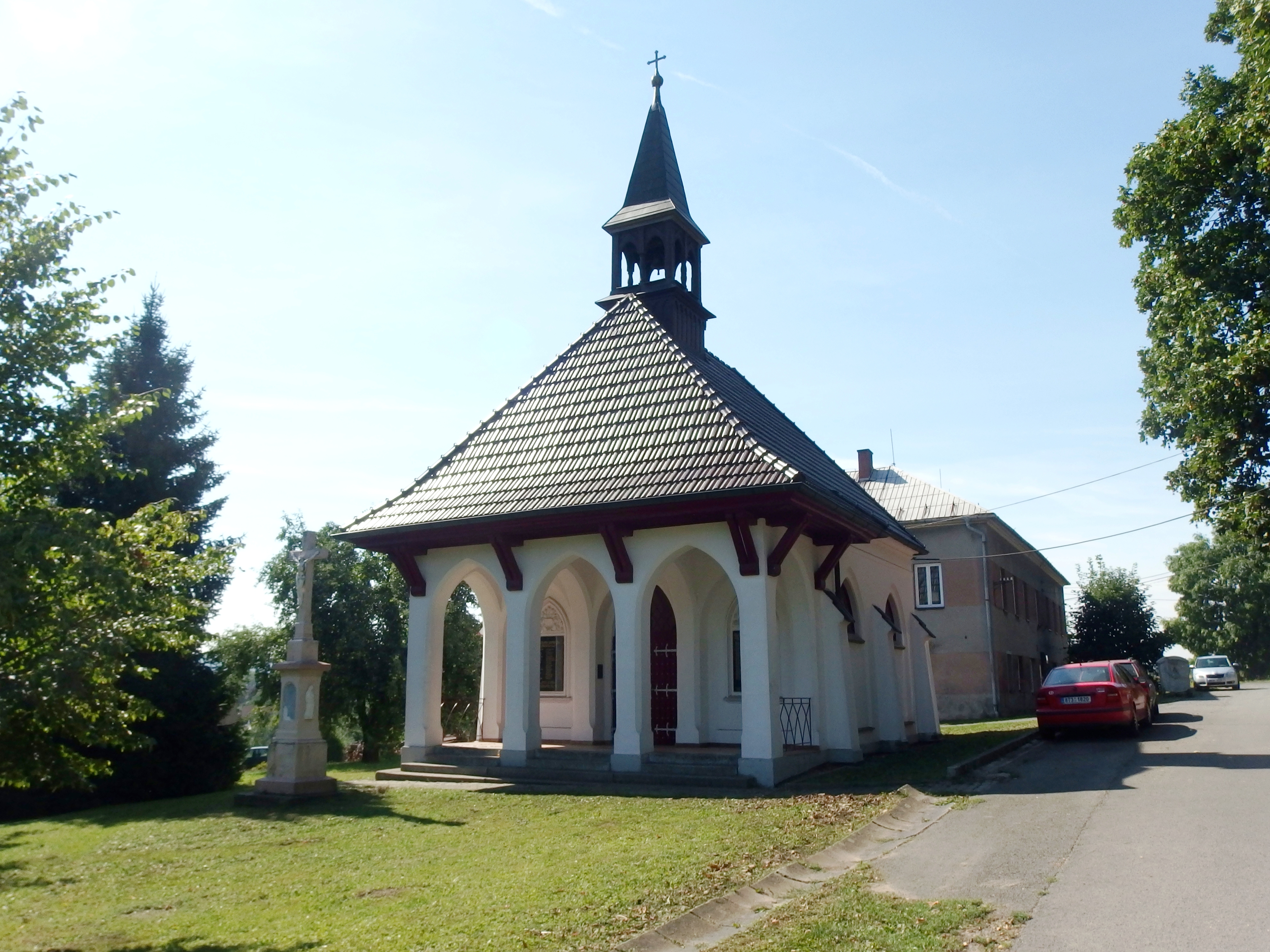
Kapelle Mariä Heimsuchung

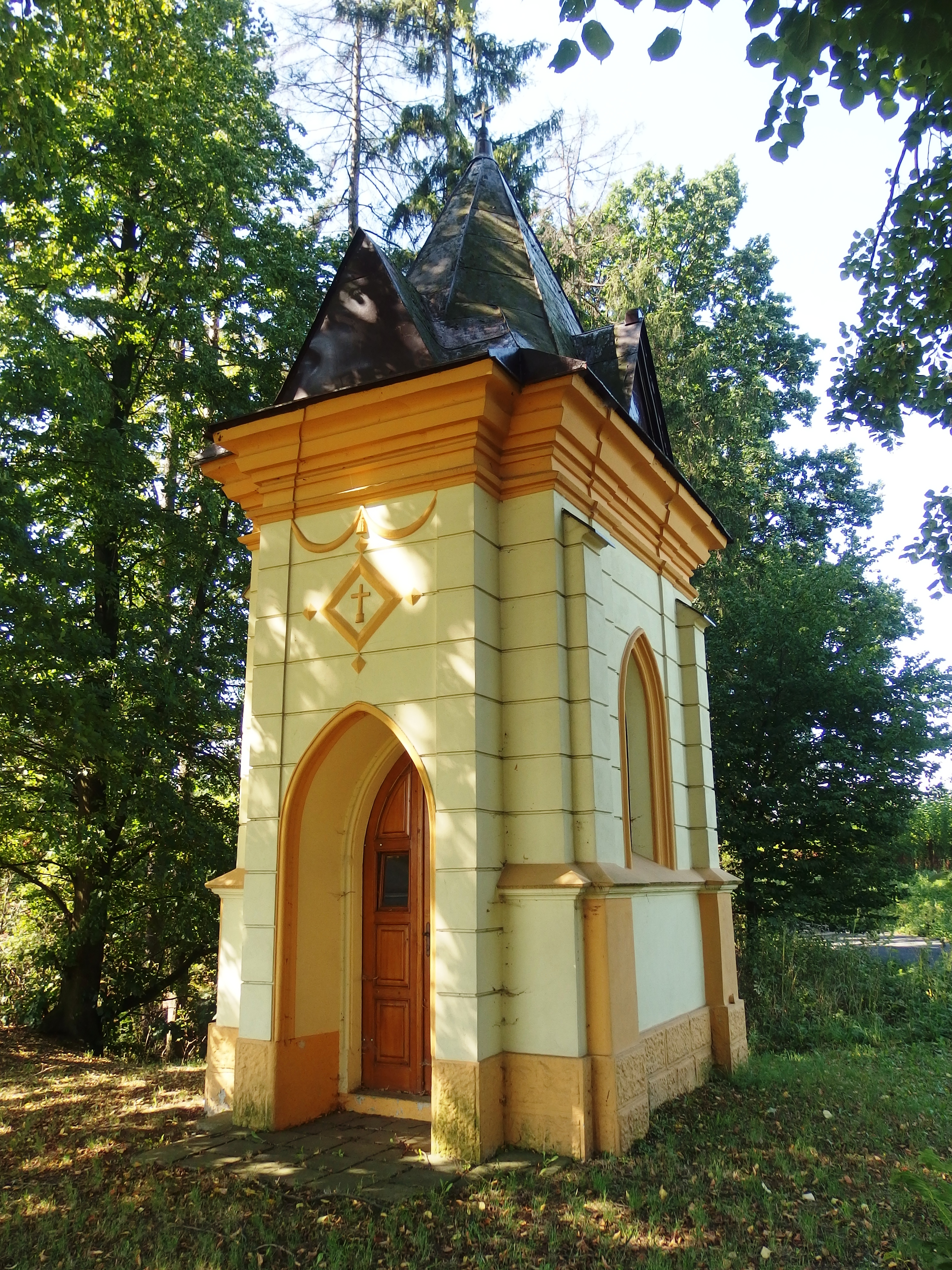
Waldkapelle der Jungfrau von Lourdes

Blahutovice (deutsch Blattendorf) ist ein Ortsteil der Gemeinde Jeseník nad Odrou in Tschechien. Er liegt elf Kilometer nordöstlich von Hranice und gehört zum Okres Nový Jičín.

## Geographie
Blahutovice befindet sich am Südhang des Blahutovický vrch (Blattendorfer Berg, 331 m n.m.) in einem linken Seitental des Baches Lučický potok im Kuhländchen. Nordwestlich erhebt sich die Lučická stráž (Christberg, 339 m n.m.). Südlich und östlich des Dorfes führt die Bahnstrecke Břeclav–Petrovice u Karviné durch das Luhatal. 
Nachbarorte sind Vražné und Hrabětice im Norden, Jeseník nad Odrou im Nordosten, Polouvsí im Osten, Starojická Lhota im Südosten, Dub und Heřmanice im Süden, Polom im Südwesten, Bělotín und Lučice im Westen sowie Hynčice im Nordwesten.

## Geschichte
Archäologische Funde belegen eine frühzeitliche Besiedlung der Gemarkung. 1888 wurden drei steinzeitliche Siedlungsplätze aufgefunden.
Die erste urkundliche Erwähnung von Blahutowicze erfolgte 1499, als Wilhelm von Pernstein der Herrschaft Weißkirch vom Kloster Hradisko erwarb. Im Jahre 1547 veräußerte sein Sohn Johann die Herrschaft mit allem Zubehör, darunter Blahautowice, an Wenzel Haugwitz von Biskupitz. Das Dorf blieb in den folgenden Jahrhunderten immer Teil der Herrschaft Hranice bzw. Weißkirch, die seit 1622 ununterbrochen im Besitz der Fürsten von Dietrichstein blieb. Bis zum Dreißigjährigen Krieg war das Dorf mährischsprachig; danach wurde es deutschsprachig und der Ortsname wandelte sich in Blattendorf. Das älteste Ortssiegel von 1766 zeigt drei Vögel, die über zwei Häusern und Feldern schweben. Der abseits gelegene Blattendorfer Meierhof wurde 1776 aufgehoben und an seiner Stelle das Dorf Grafendorf gegründet. 1795 errichtete die Gemeinde auf eigene Kosten eine Schule.
Im Jahre 1835 bestand das im Prerauer Kreis gelegene Dorf Blattendorf bzw. Blahutovice aus 51 Häusern, in denen 346 Personen lebten. Haupterwerbsquelle war die Landwirtschaft. Im Ort gab es eine Schule. An den beiden Bächen wurden zwei Mahlmühlen betrieben, auf der Anhöhe über dem Dorf stand eine Windmühle. Pfarrort war Teutsch-Jaßnik. Bis zur Mitte des 19. Jahrhunderts blieb Blattendorf der Fideikommissherrschaft Weißkirch untertänig. 
Nach der Aufhebung der Patrimonialherrschaften bildete Blattendorf / Blahutice ab 1849 eine Gemeinde im Gerichtsbezirk Neutitschein. Ab 1869 gehörte Blattendorf zum Bezirk Neutitschein. Zu dieser Zeit hatte das Dorf 401 Einwohner und bestand aus 57 Häusern. 1872 wurde ein neues Schulhaus errichtet, 1909 erfolgte seine Erweiterung. Im Jahre 1900 lebten in Blattendorf / Blahutovice wiederum 401 Personen, 1910 waren es 430. 
Im Jahre 1930 bestand Blattendorf aus 62 Häusern und hatte 447 Einwohner. Nach dem Münchner Abkommen wurde das deutschsprachige Dorf 1938 dem Deutschen Reich zugeschlagen. 1939 hatte Blattendorf 407 Einwohner. Bis 1945 gehörte Blattendorf zum Landkreis Neu Titschein. Nach dem Ende des Zweiten Weltkrieges kam das Dorf zur Tschechoslowakei zurück, die meisten der deutschsprachigen Bewohner wurden 1946 vertrieben. 1950 lebten in Blahutovice 324 Menschen. 1976 erfolgte die Eingemeindung nach Jeseník nad Odrou. Beim Zensus von 2001 lebten in den 59 Häusern von Blahutovice 164 Personen. Zum 1. Januar 2014 hatte das Dorf 183 Einwohner.

## Kernkraftwerk Blahutovice
In den 1970er Jahren wurde Blahutovice als ein möglicher Standort für den Bau eines Kernkraftwerkes ausgewählt. Dieser Plan wurde nach 1989 zunächst fallen gelassen. Jedoch wurde der Ort im Jahr 2009 trotz Bürgerprotesten als möglicher Standort eines mit Helium gekühlten Schnellen Brüters (Projekt Allegro) benannt. Im Flächennutzungsplan des Landes wurde Blahutovice deshalb langfristig gesperrt. Vorgesehen ist der Bau des dritten tschechischen KKW frühestens um 2035 nach der Nachrüstung der KKW Temelín und Dukovany.

## Ortsgliederung
Der Ortsteil Blahutovice bildet einen Katastralbezirk.

## Sehenswürdigkeiten
- Kapelle Mariä Heimsuchung, errichtet 1922 als Gedächtniskapelle für die Gefallenen des Ersten Weltkrieges. 1945/46 wurden die Gedenktafeln für die Opfer beider Weltkriege entfernt. Im Jahre 2001 wurde die Krieger-Gedächtniskapelle von der Gemeinde sowie ehemaligen deutschen Bewohnern renoviert und die Gedenktafeln wiederhergestellt.
- Steinkreuz neben der Gedächtniskapelle
- Ehemaliges Kloster, es dient heute als Begegnungs- und Übernachtungsstätte
- Waldkapelle der Jungfrau von Lourdes. westlich des Dorfes
- Bildstock am Blahutovický vrch
- Franziskusweg, er führt seit 2012 über knapp fünf Kilometer mit acht Stationen vom Kloster über die Waldkapelle, Krieger-Gedächtnis-Kapelle und Versühnungsstation. Er ist der erste Sonnengesangsweg in Tschechien und wurde nach dem Vorbild des Ottenbacher  Franziskusweges angelegt.
- Gedenkstein an den 30. Jahrestag der Befreiung am 6. Mai 1945